# Alla tiders hits
Alla tiders hits var ett direktsänt TV-program på SVT som hade premiär 7 september 2013. I programmet tolkade svenska artister 35 äldre låtar från Svensktoppen i sju deltävlingar där vinnarna röstades fram live av tittarna med hjälp av en smartphoneapp. Programledare var Niklas Strömstedt och Karin Adelsköld. I det åttonde och sista avsnittet möttes vinnarna från deltävlingarna och tittarna röstade fram Timo Räisänen och hans tolkning av Anna-Lena Löfgrens låt Lyckliga gatan som den slutgiltiga vinnaren.
Efter programmets sju deltävlingar släpptes en skiva med låtarna den 20 oktober 2013.

## Avsnitt (säsong 1)
| Avsnitt   | Sändningsdatum    | Tävlande |
| --------- | ----------------- | --- |
| 1         | 7 september 2013  | Medina - Hela natten lång Tomas Andersson Wij - Här kommer alla känslorna Maia Hirasawa - Sarah - (Andra plats) Jessica Andersson - Ingen kan älska som vi (Vinnare) Christer Sjögren - Tycker om när du tar på mej |
| 2         | 14 september 2013 | Cookies 'N' Beans - Sparvöga Panetoz - När vi 2 blir 1 (Vinnare) CajsaStina Åkerström - Snart kommer änglarna att landa Linda Sundblad - SOS (Andra plats) Mikael Wiehe & Ebba Forsberg - I vinden finns ditt svar |
| 3         | 21 september 2013 | Eric Gadd - Some Die Young Ann-Louise Hanson - Till dom ensamma Timo Räisänen - Lyckliga gatan (Vinnare) Jasmine Kara - Ljudet av ett annat hjärta (Andra plats) Karin Wistrand - Allt man kan önska sig |
| 4         | 28 september 2013 | Malena Ernman - Håll mitt hjärta (Andra plats) Patrik Isaksson - 19hundra80sju Staffan Hellstrand - Omkring tiggarn från Luossa Jakob Samuel & Viktoria Tolstoy - Som stormen river öppet hav Fatboy - FF (Vinnare) |
| 5         | 5 oktober 2013    | Caroline af Ugglas - Två av oss (Andra plats) Tommy Nilsson - Columbus Awa - Varje gång jag ser dig Andreas Johnson - Vintersaga (Vinnare) Electric Boys - Dancing on my own |
| 6         | 12 oktober 2013   | Tommy Körberg - Little Willie John (Andra plats) YOHIO - Welcome to the city Louise Hoffsten - Vem får nu se alla tårar Nisse Hellberg - Slit och släng Nicke Borg & Shirley Clamp - Om du lämnade mig nu (Vinnare) |
| 7         | 19 oktober 2013   | Sten & Stanley - Hon är flickan som gör allt för att göra mig lycklig Vera Vinter - Snön faller och vi med den Toni Holgersson - Familjelycka (Andra plats) Idde Schultz - Är det konstigt att man längtar bort nån gång Top Cats - Det kan väl inte jag rå för (Vinnare)                                                             |
| 8 (final) | 26 oktober 2013   | Panetoz - När vi 2 blir 1 (Sjätte plats) Jessica Andersson - Ingen kan älska som vi (Fjärde plats) Timo Räisänen - Lyckliga gatan (Vinnare) Fatboy- FF (Sista plats) Nicke Borg & Shirley Clamp - Om du lämnade mig nu (Andra plats) Andreas Johnson - Vintersaga (Tredje plats) Top Cats - Det kan väl inte jag rå för (Femte plats) |

## Kritik
Efter premiäravsnittet den 7 september 2013 kritiserades programmet för att ha ett otydligt upplägg, bland annat upplevde tittarna att appen i telefonen där man kunde rösta i tävlingen var svårbegriplig. Både SVT och programledaren Niklas Strömstedt kommenterade öppet att man höll med och man sa sig ha gjort ändringar inför avsnitt 2.
I avsnitt 6 den 12 september 2013 läste programledaren Karin Adelsköld i direktsändning upp några av de kommentarer som folk skrev om henne och programmet på Twitter. En del av kommentarerna rörde hennes utseende, vilket fick henne att säga bland annat "Hold in, push up och fuck off!" samtidigt som hon gav TV-kameran långfingret. Efter att många reagerat på hennes sätt att bemöta kritiken, såväl positivt som negativt, kommenterade Karin att hon inte ångrar uttalandet men däremot gesten med hänsyn till att det är familjeunderhållning. Anledningen till att hon valde att göra som hon gjorde ska ha varit att majoriteten av kommentarerna rörde hennes utseende och inte musiken eller det övriga programmet.

## Musikalbum
- Alla tiders hits (2013)